# Erica ardens
Erica ardens är en ljungväxtart som beskrevs av Gábor Gabriel Andreánszky. Erica ardens ingår i släktet klockljungssläktet, och familjen ljungväxter. Inga underarter finns listade i Catalogue of Life.